# Culture des céréales dans les années 1990
Cet article présente l'histoire de la culture des céréales dans les années 1990.

## Années 1990
La seconde partie des années 1990 voit une chute des cours du blé aussi forte qu'avait été la progression de 1994-1995, au sortir de la longue crise économique européenne de 1991-1993. Cet effondrement du marché, par la croissance de l'offre d'Inde et de Chine, augmente les dépenses publiques aux filières céréalières, créant des déficits financiers qui accélèrent les réformes de la PAC mises en place dès 1992. L'inondation du marché par l'Inde et la Chine, imprévue, s'ajoute à l'exceptionnelle moisson française de 1998-1999 pour faire chuter les cours de moitié en deux ans et demi.

### En Inde, après la «révolution verte», la libéralisation agricole
La révolution verte en Inde aboutit à l'autosuffisance alimentaire et à la constitution des stocks régulateurs permettant d'atténuer les variations de prix du riz, dans les années 2000 : le pays a progressivement constitué des stocks pouvant atteindre 25 millions de tonnes de riz, même si 220 millions d'Indiens restent sous-alimentés. La conséquence est l'arrêt des importations de nourriture.
L’investissement massif de l’État indien dans la révolution verte a cependant été remis en question depuis les mesures de libéralisation de l’économie indienne amorcée en 1991. Sa conséquence est une baisse des prix agricoles et des subventions étatiques, qui ont ruiné bon nombre de paysans en Inde.

### Première vague de réformes de la PAC en France
En France, l'Office national interprofessionnel des grandes cultures accompagne les réformes successives de la Politique agricole commune : le paiement à la surface en 1992 et le gel des terres en 2003. À partir 1992, les prix garantis se rapprochent du niveau des cours mondiaux, la politique agricole commune n'ayant plus besoin de financer l'écart, ce qui freine le mouvement des réformes. Une première vague de propositions l'oriente vers des mesures agro-environnementales, par un soutien au développement rural. Un cadre financier prépare ensuite l'arrivée de dix nouveaux pays membres et doit rendre la PAC compatible avec les règles de l'Organisation mondiale du commerce (OMC).

### L'exceptionnelle moisson française accélère les réformes de la PAC
La seconde partie des années 1990 voit une chute des cours du blé causé par l'inondation progressive du marché par l'Inde et la Chine, imprévu par les économistes. Le facteur le plus surveillé était alors la désorganisation croissante des filières agricoles de l'ex-URSS, qui a volé en éclats. Du coup, les céréaliers européens continuent à produire massivement : ce sont eux qui contribuent le plus à la croissance du commerce mondial. Fin 1998, le prix du blé sur le marché libre est proche de 130 dollars la tonne, divisé par deux en une trentaine de mois. À Bruxelles, la gestion du "comité céréales de la direction générale de l'agriculture", chargé de décider des restitutions à l'exportation, se montre d'abord plutôt laxiste sur le mécanisme de régulation de marché qui vise à compenser la différence de prix pratiqués sur le marché communautaire et sur le marché mondial. Financées par le Fonds européen agricole de garantie (FEAGA), ces aides creusent les déficits. Au printemps 1998, les décideurs européens sont plus prudents. Ils espèrent que le prix mondial va remonter, car la récolte russe s'annonce aussi calamiteuse que prévu, c'est-à-dire la pire depuis 40 ans, quasiment au niveau de la catastrophe de 1994-1995.
Les décideurs européens n'utilisent donc pas le reliquat d'engagements auprès de l'OMC, de 38,5 millions de tonnes, hérité des trois campagnes précédentes. Du coup, les stocks européens gonflent à 36,7 millions de tonnes. La récolte française est exceptionnelle (+7,2 % à 68 millions de tonnes, plus des deux tiers de celle de toute l'Europe) au point qu'il faut utiliser des cours de ferme bâchées à la va-vite pour la conserver. Dans le port de Rouen, le quintal de blé frôle les 70 francs. Les dépenses résultant de l'écart en prix de marché et prix garanti accélèrent les réformes de la PAC.
La production de blé dans le monde :
| Production de blé en millions de tonnes | Chine  | Europe    | États-Unis | Inde   | ex-URSS   |
| 1994-1995                               | 101    | 85,5      | 63,2       | 59     | 60,8      |
| 1998-1999                               | 110    | 103,7     | 69,4       | 66     | 57,1      |
| Ecart                                   | plus 9 | plus 18,2 | plus 6,2   | plus 7 | moins 3,7 |

En 2003, les « accords de Luxembourg », menés par le commissaire Franz Fischler, décident un compromis de transition pour réformer la PAC: les primes perçues ne sont plus liées au volume produit mais à une référence historique, la moyenne des primes perçues sur trois années de référence.